# SibNIA TWS-2DTS
Die SibNIA TWS-2DTS (russisch СибНИА ТВС-2ДТС) ist ein Mehrzweckflugzeug des Sibirischen Wissenschaftlichen Forschungsinstituts für Luftfahrt (russisch Сибирский научно-исследовательский институт авиации), das im Rahmen des Programms Perspektiwny ljogki mnogozelewoi samoljot (Перспективный лёгкий многоцелевой самолёт, perspektivisches leichtes Mehrzweckflugzeug) für einen Nachfolger der An-2 entwickelt wurde. Das Kürzel TWS steht für Turboprop-Flugzeug (Турбовинтовой самолёт).

## Geschichte
Die TWS-2DTS ist ein umfassend modernisiertes Derivat des zwölfsitzigen Doppeldeckers Antonow An-2. Der Erstflug der Maschine erfolgte am 10. Juli 2018 in Nowosibirsk. Es war geplant, fünf Testflugzeuge zu bauen, um die Zulassung 2020 zu erreichen.
Im September 2019 verlautete, die SibNIA TWS-2DTS werde nicht der Ersatz des Flugzeugmusters An-2 werden, vielmehr bat das Ministerium für Industrie und Handel das staatliche Beschaffungsportal für Forschung und Entwicklung um eine Konstruktion eines Eindecker-Flugzeuges. Die Vermeidung nichtrussischer Komponenten und des Triebwerks dürfte eine Rolle gespielt haben. Stattdessen befindet sich momentan das „Baikal-Flugzeug“ LMS-901 in der Entwicklung. Die Weiterentwicklung des LMS-901 war 2025 unklar und dauere nochmals nicht unter drei Jahre.

## Konstruktion
Im Gegensatz zum Doppeldecker An-2 ist die TWS-2DTS aus Verbundwerkstoffen gebaut und hat Turbopropantrieb und ein Glascockpit. Sie basiert auf der TWS-2MS, die seit 2011 produziert wird. Anders als bei ihrem Vorgängermodell bestehen Rumpf und Tragflächen der TWS-2DTS komplett aus mit Kohlenstofffasern verstärkten Verbundwerkstoffen. Die unteren Tragflächen haben Winglets erhalten, die bis an die oberen Tragflächen heranreichen und mit diesen verbunden sind (Boxwing). Dank STOL-Fähigkeiten eignet sich die Maschine besonders für militärische wie zivile Versorgungsflüge in Gebieten mit schwach entwickelter Infrastruktur. Weitere Einsatzmöglichkeiten sind die Feuerbekämpfung und medizinische Rettungsflüge.

## Bestellungen und Auslieferungen
Im Juli 2017 lagen 50 Bestellungen für das Flugzeug vor. Die TWS-2DTS soll in der Region Nowosibirsk gebaut werden, zunächst mit einer Fertigungsrate von 20 Einheiten im Jahr.

## Technische Daten
| Kenngröße             | Daten                                                  |
| --------------------- | ------------------------------------------------------ |
| Besatzung             | 2                                                      |
| Passagiere            | 12                                                     |
| Länge                 | 14,7 m                                                 |
| Spannweite            | 19,8 m                                                 |
| Höhe                  | ? m                                                    |
| Nutzlast              | 3500 kg                                                |
| Leermasse             | 3900 kg                                                |
| max. Startmasse       | 7400 kg                                                |
| Reisegeschwindigkeit  | 250 km/h                                               |
| Höchstgeschwindigkeit | 270 km/h                                               |
| Dienstgipfelhöhe      | 4400 m                                                 |
| Startstrecke          | 150 m                                                  |
| Landestrecke          | 170 m                                                  |
| Reichweite            | 1200 km mit voller Nutzlast                            |
| Triebwerke            | ein Honeywell TPE331-12 mit Hartzell-HC-5BMP-Propeller |

## Leichtes Mehrzweckflugzeug „Baikal“

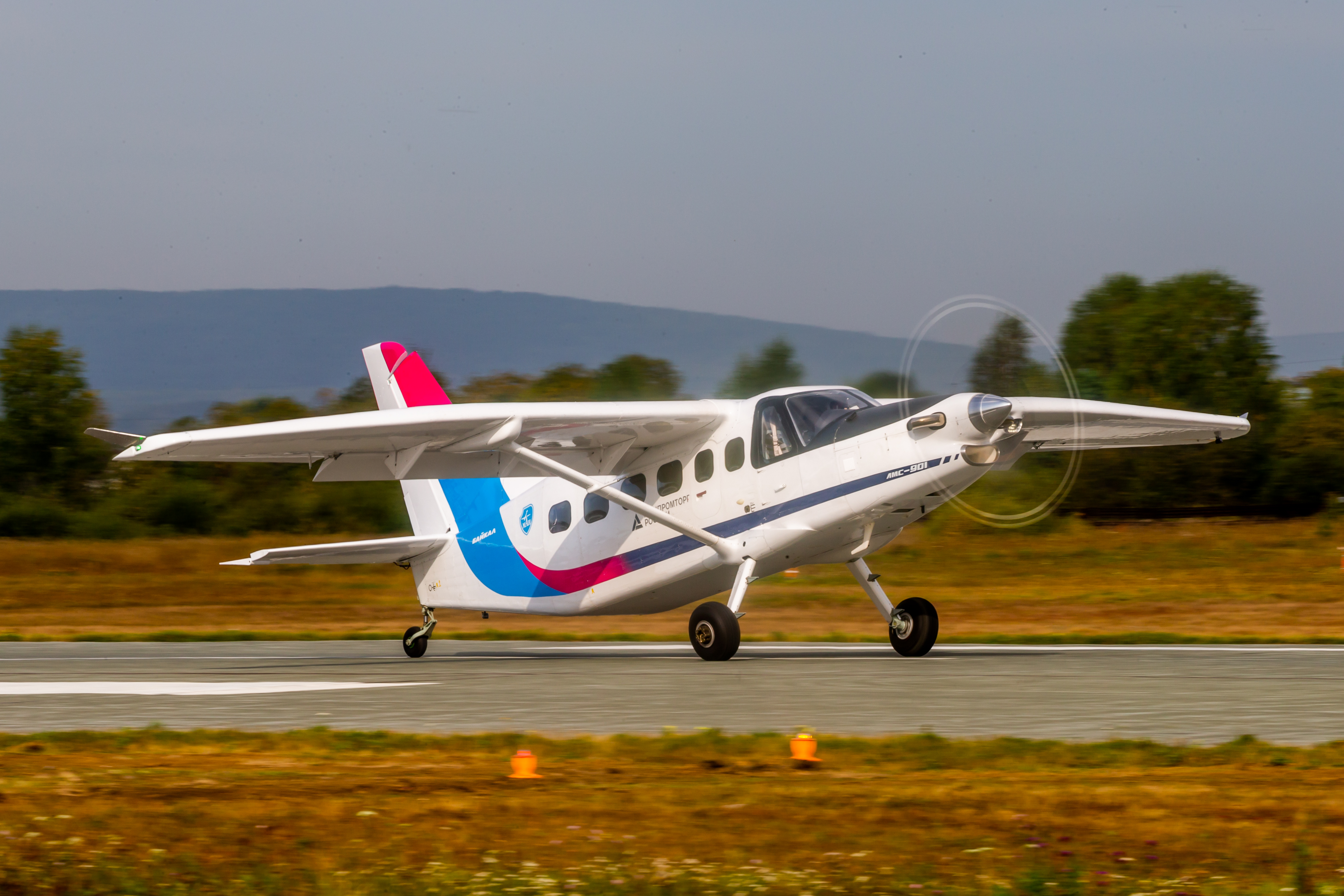
LMS-901 „Baikal“

Die Premiere des leichten Mehrzweckflugzeugs „Baikal“ fand auf dem Luft- und Raumfahrtsalon „MAKS-2021“ statt.